# Great White Fleet

Mapa da viagem da Grande Frota Branca (limites políticos de 2009).

A Great White Fleet (em português: Grande Frota Branca) era o apelido popular para o grupo de navios de guerra da Marinha dos Estados Unidos que completou uma viagem ao redor do globo de 16 de dezembro de 1907 a 22 de fevereiro de 1909 por ordem do presidente Theodore Roosevelt. Sua missão era fazer visitas amistosas de cortesia a vários países enquanto exibia o novo poder naval dos EUA para o mundo. Um dos objetivos era deter uma ameaça de guerra com o Japão, já que as tensões eram altas em 1907. Ele familiarizou os 14 500 oficiais e homens com as necessidades logísticas e de planejamento para uma ação estendida da frota longe de casa. Os cascos foram pintados de um branco austero, dando à armada seu apelido. Consistia em 16 navios de guerra divididos em dois esquadrões, juntamente com várias pequenas escoltas. Roosevelt procurou demonstrar o crescente poder militar americano. Depois de muito negligenciar a Marinha, o Congresso iniciou dotações generosas no final da década de 1880. Começando com apenas 90 pequenos navios, mais de um terço deles de madeira e obsoletos, a marinha rapidamente adicionou novos navios de combate de aço. Os navios da frota já estavam obsoletos em comparação com os dreadnoughts britânicos em 1907. No entanto, era de longe a maior e mais poderosa frota que já havia circulado o globo. A missão foi um sucesso em casa e em todos os países que visitou, assim como na Europa (que foi visitada apenas brevemente).

## Primeira etapa
De Hampton Roads a São Francisco, 14 556 milhas náuticas (26 958 km).

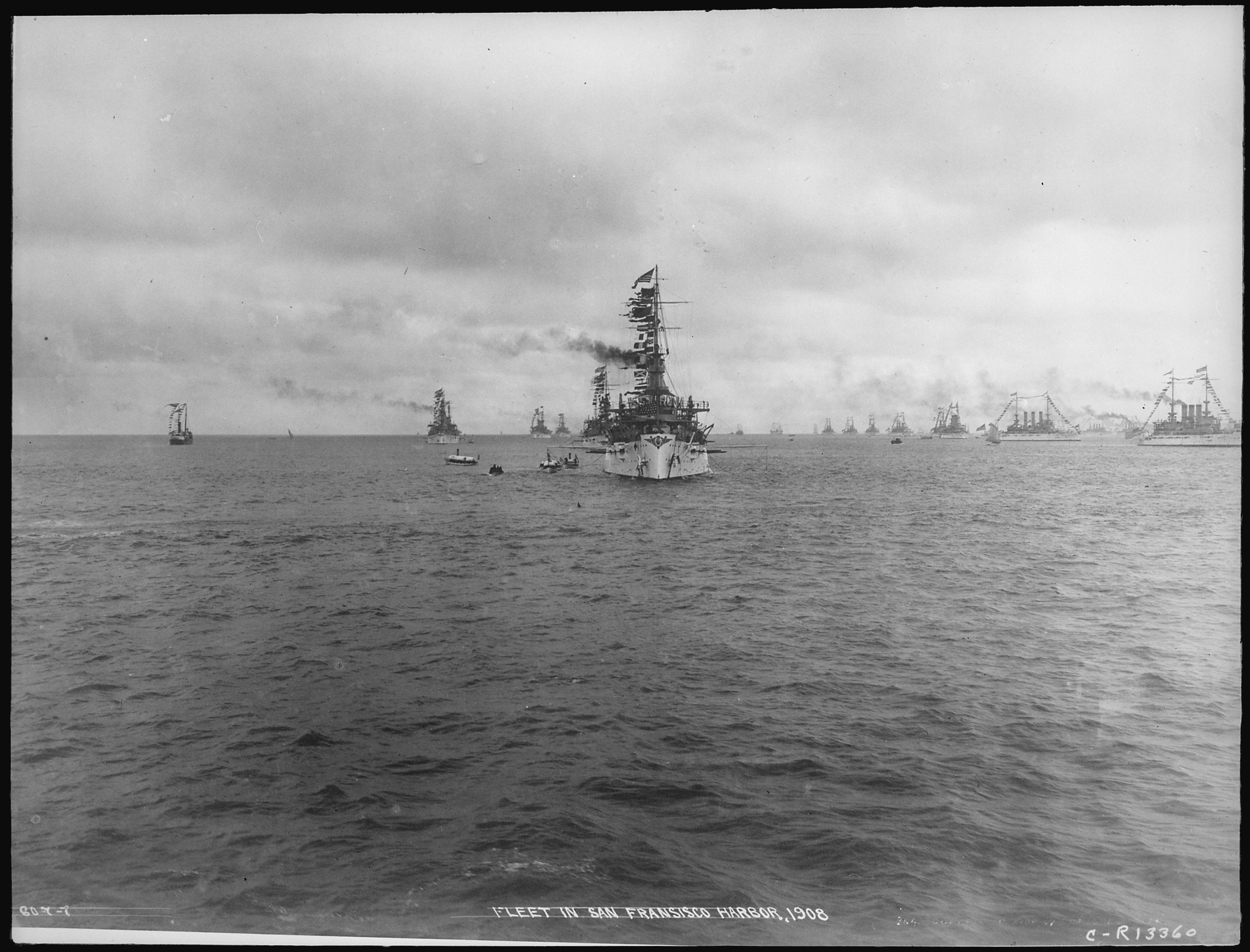
A frota em San Francisco: Virginia está mais próxima da câmera, com os outros navios ancorados nas proximidades.

| Porta                      | Chegada                 | Partida                 | Distância até o próximo porto    |
| -------------------------- | ----------------------- | ----------------------- | -------------------------------- |
| Hampton Roads, Virgínia    |                         | 16 de dezembro de 1907  | 1 803 milhas náuticas (3 339 km) |
| Porto de Espanha, Trinidad | 23 de dezembro de 1907  | 29 de dezembro de 1907  | 3 399 milhas náuticas (6 295 km) |
| Rio de Janeiro, Brasil     | 12 de janeiro de 1908   | 21 de janeiro de 1908   | 2 374 milhas náuticas (4 397 km) |
| Punta Arenas, Chile        | 1 de fevereiro de 1908  | 7 de fevereiro de 1908  | 2 838 milhas náuticas (5 256 km) |
| Callao, Peru               | 20 de fevereiro de 1908 | 29 de fevereiro de 1908 | 3 010 milhas náuticas (5 570 km) |
| Baía de Magdalena, México  | 12 de março de 1908     | 11 de abril de 1908     | 1 132 milhas náuticas (2 096 km) |
| São Francisco, Califórnia  | 6 de maio de 1908       |                         |                                  |

## Segunda etapa

### Roteiro

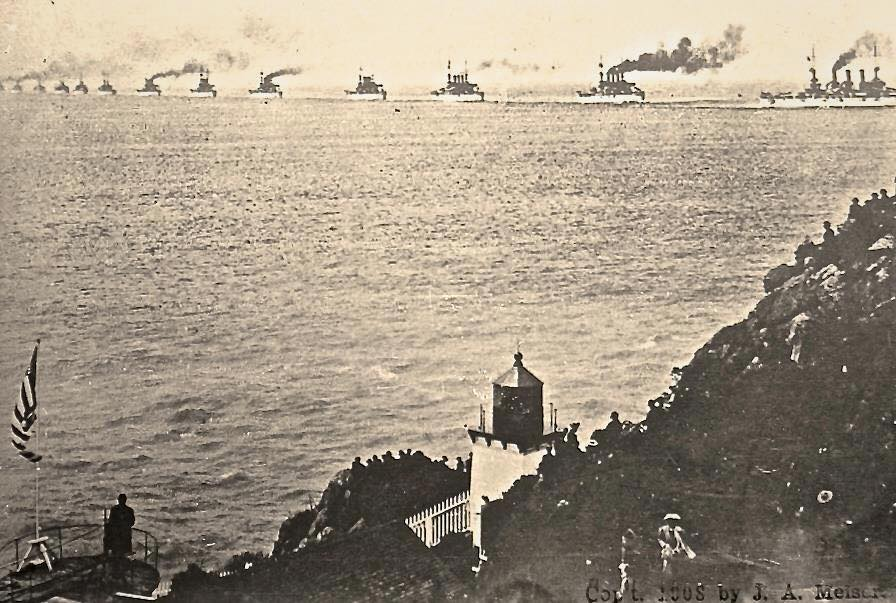
Grande Frota Branca passando Trinidad Head, Califórnia 1908

A segunda etapa da viagem foi de San Francisco a Puget Sound e vice-versa. Em 23 de maio de 1908, os 16 navios de guerra da Grande Frota Branca entraram em Puget Sound, onde se separaram para visitar seis portos do estado de Washington: Bellingham, Bremerton, Port Angeles, Port Townsend, Seattle e Tacoma. A frota chegou a Seattle em 23 de maio e partiu em 27 de maio de 1908.

## Terceira etapa
De São Francisco a Manila, 16 336 milhas náuticas (30 254 km).

### Roteiro
| Porta                                  | Chegada                | Partida                | Distância até o próximo porto    |
| -------------------------------------- | ---------------------- | ---------------------- | -------------------------------- |
| São Francisco, Califórnia              |                        | 7 de julho de 1908     | 2 126 milhas náuticas (3 937 km) |
| Honolulu, Havaí                        | 16 de julho de 1908    | 22 de julho de 1908    | 3 870 milhas náuticas (7 170 km) |
| Auckland, Nova Zelândia                | 9 de agosto de 1908    | 15 de agosto de 1908   | 1 307 milhas náuticas (2 421 km) |
| Sydney, Nova Gales do Sul, Austrália   | 20 de agosto de 1908   | 28 de agosto de 1908   | 601 milhas náuticas (1 113 km)   |
| Melbourne, Victoria, Austrália         | 29 de agosto de 1908   | 5 de setembro de 1908  | 1 368 milhas náuticas (2 534 km) |
| Albany, Austrália Ocidental, Austrália | 11 de setembro de 1908 | 18 de setembro de 1908 | 3 458 milhas náuticas (6 404 km) |
| Manila, Filipinas                      | 2 de outubro de 1908   | 9 de outubro de 1908   | 1 795 milhas náuticas (3 324 km) |
| Yokohama, Japão                        | 18 de outubro de 1908  | 25 de outubro de 1908  | 1 811 milhas náuticas (3 354 km) |
| Amoy, China (Segundo Esquadrão)        | 29 de outubro de 1908  | 5 de novembro de 1908  |                                  |
| Manila, Filipinas (Primeiro Esquadrão) | 31 de outubro de 1908  |                        |                                  |
| Manila, Filipinas (Segundo Esquadrão)  | 7 de novembro de 1908  |                        |                                  |

## Etapa final
A perna final correu de Manila a Hampton Roads, 12 455 milhas náuticas (23 067 km).

### Roteiro
| Porta                   | Chegada                                | Partida                  | Distância até o próximo porto    |
| ----------------------- | -------------------------------------- | ------------------------ | -------------------------------- |
| Manila, Ilhas Filipinas |                                        | 1 de dezembro de 1908    | 2 985 milhas náuticas (5 528 km) |
| Colombo, Ceilão         | 13 de dezembro de 1908                 | 20 de dezembro de 1908   | 3 448 milhas náuticas (6 386 km) |
| Suez, Egito             | 3 de janeiro de 1909                   | 4 a 6 de janeiro de 1909 | 2 443 milhas náuticas (4 524 km) |
| Gibraltar               | 31 de janeiro - 1 de fevereiro de 1909 | 6 de fevereiro de 1909   | 3 579 milhas náuticas (6 628 km) |
| Hampton Roads, Virgínia | 22 de fevereiro de 1909                |                          |                                  |

## Experiência adquirida
O cruzeiro da Grande Frota Branca proporcionou experiência prática para o pessoal naval dos EUA em serviço marítimo e manuseio de navios. Também mostrou a viabilidade dos navios de guerra dos EUA para operações de longo alcance, pois não ocorreram grandes acidentes mecânicos. No entanto, embora o cruzeiro tenha descoberto falhas de design, ele não testou as habilidades de se envolver em ações de frota de batalha. Na verdade, o sucesso da implantação pode ter ajudado a obscurecer deficiências de projeto que não foram abordadas até a Primeira Guerra Mundial. Estes incluíam calado excessivo, cintos de blindagem baixos, grandes aberturas de torre e talhas de munição expostas.
 

De acordo com Mark Albertson:
Os navios de guerra de Theodore Roosevelt capturaram a imaginação do mundo. O cruzeiro provou ser um imenso sucesso de relações públicas para a Marinha. As relações foram fomentadas com nações que até então eram pouco mais que nomes em um mapa; enquanto as relações com as capitais familiares foram reforçadas. O cruzeiro destacou deficiências no projeto de encouraçados americanos, como a colocação de guinchos de blindagem e munição. A falta de apoio logístico americano também foi exposta, deixando claro que sem uma marinha mercante local adequada, o controle dos mares era quase impossível... Isso demonstrou a capacidade da América de transferir energia do Oceano Atlântico para o Pacífico. Valiosas lições aprendidas na projeção do poder marítimo mais tarde renderiam belos dividendos em dois conflitos globais. Mas de maior importância é que Roosevelt'
O Times de Londres publicou um editorial sobre a recepção extremamente entusiástica na Austrália: "Uma exibição espetacular tem usos valiosos para impressionar as massas, que se lembrarão da visão por anos e tirarão importantes deduções políticas dela".